# Dawid Lande (kupiec)
Dawid Lande (ur. 17 lutego 1786 w Ostrowie Wielkopolskim, zm. 15 sierpnia 1858 w Kaliszu) – kupiec pochodzenia żydowskiego, właściciel fabryki przędzy, jednej z największych w kalisko-mazowieckim okręgu przemysłowym.
W 1810 zamieszkał w Kaliszu, gdzie w 1822 założył fabrykę sukna. Prowadził tam hurtowy handel przędzą bawełnianą, był odbiorcą tkanin, półfabrykatów i gotowych wyrobów przędzy. Następne składy przędzy otworzył w Pabianicach i Zduńskiej Woli.
W 1835 otrzymał pozwolenie na handel kupiecki towarami korzennymi, przędzą bawełnianą zagraniczną i farbami w Łodzi. Swój skład prowadził przy ul. Piotrkowskiej 180 wspólnie z Ludwikiem Mamrothem. W 1846 wybudował na rogu ulic Wólczańskiej i Kątnej (obecnie Wróblewskiego) przędzalnię, wyposażoną w najnowsze maszyny i urządzenia. Było to po fabryce Ludwika Geyera największe w Łodzi przedsiębiorstwo produkujące przędzę bawełnianą.